# Đớp ruồi trắng
Đớp ruồi trắng, tên khoa học Leucoptilon concretum, là một loài chim trong họ Muscicapidae.